# Альбереньо, Якобелло
Якобелло Альбереньо (итал. Jacobello Alberegno; работал в конце XIV века) — итальянский живописец.
Об этом художнике почти не сохранилось упоминаний в исторических архивах. Существует только один документ, в котором упоминается его имя, — это завещание его супруги Дзанетты, составленное 14 июля 1397 года, из которого следует, что Якобелло уже нет в живых. Следовательно, он скончался в Венеции незадолго до этой даты. В архивном документе от 11 мая 1394 года есть упоминание о художнике Пьетро Альбереньо, который жил в приходе св. Луки, и, по всей вероятности, был родственником Якобелло.

## Триптих «Распятие со св. Григорием и св. Иеронимом»
Существует всего одно подписанное художником произведение — небольшой триптих «Распятие со св. Григорием и св. Иеронимом» (45×56 см; Галерея Академии, Венеция), в его нижней части есть надпись «JACOB/US ALBEREG/NO PI/SIT», но дата отсутствует. Венецианская живопись XIV века находилась под сильным влиянием манеры Паоло Венециано, однако в этом триптихе, несмотря на его явное венецианское происхождение, исследователи увидели черты, сближающие с произведениями последователей Джотто, в частности, близость к творчеству Джусто де Менабуои. В триптихе отсутствуют роскошные, богато декорированные золотом одежды, характерные для венецианской традиции треченто, и очевидно стремление к передаче объёмов и реального пространства. Отталкиваясь от стилистики этой работы, итальянский исследователь Роберто Лонги в 1947 году атрибутировал Альбереньо ещё одно произведение — полиптих «Апокалипсис» из Галереи Академии, Венеция.

## Полиптих «Апокалипсис»

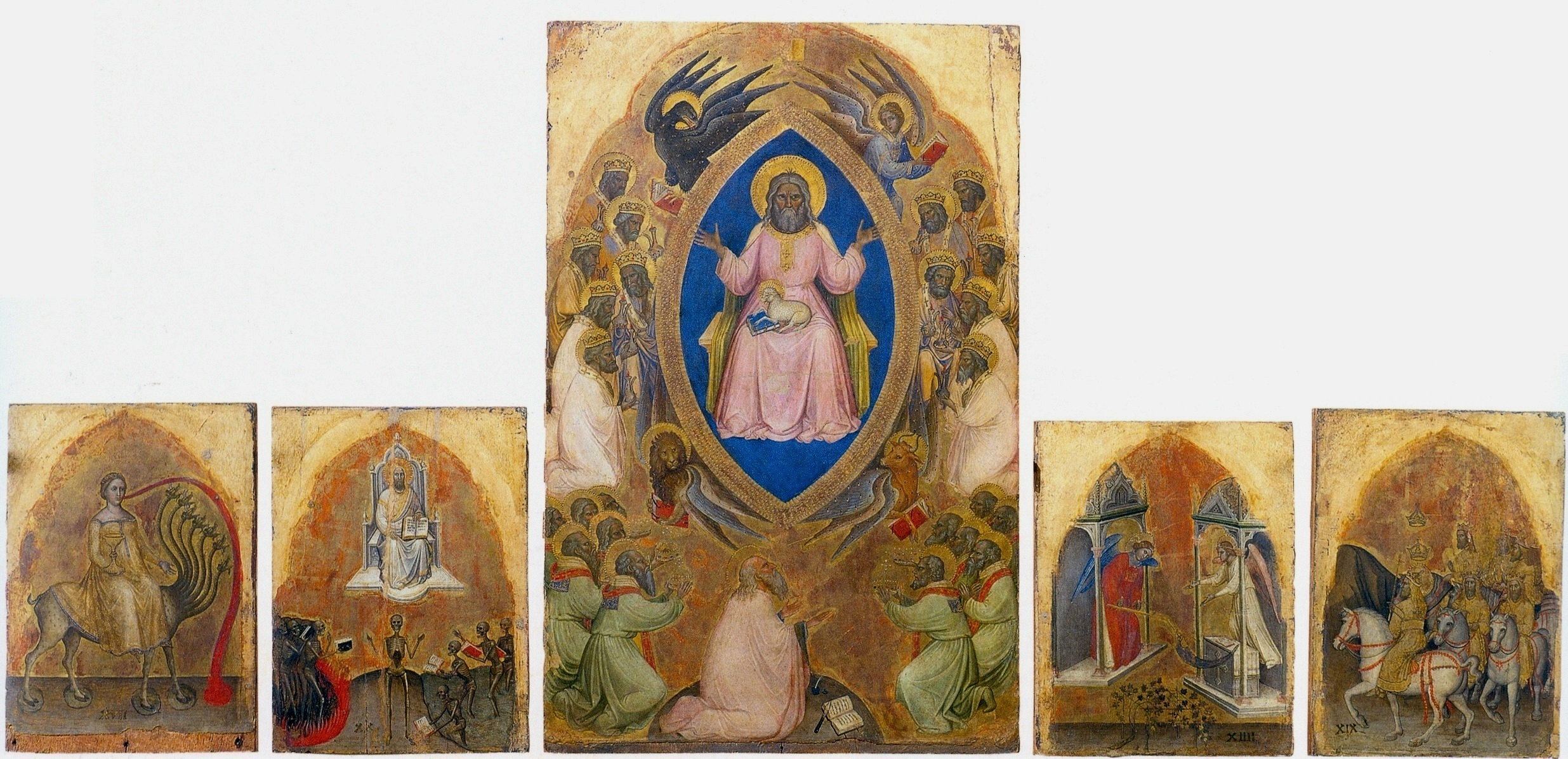
Полиптих «Апокалипсис». Галерея Академии, Венеция.

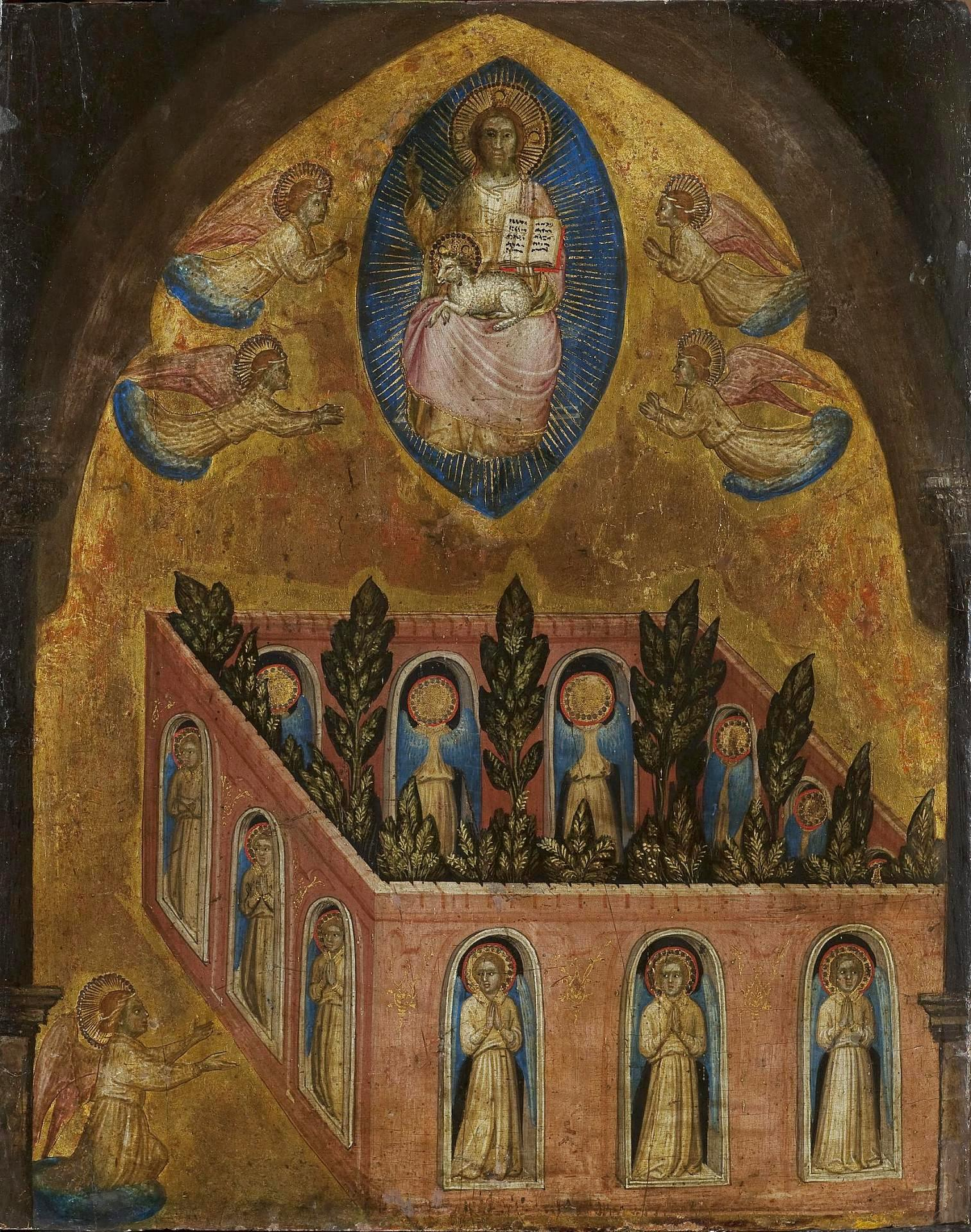
"Небесный Иерусалим. Государственный Эрмитаж, Санкт-Петербург.

Полиптих состоит из пяти картин, написанных на сюжеты книги Откровение Иоанна Богослова. Такая тематика, достаточно редкая для многочастных алтарей, в данном случае может быть объяснена тем, что произведение создавалось для церкви Сан Джованни Еванджелиста (то есть церкви Иоанна Богослова), находившейся на острове Торчелло (ныне разрушенной). Манера, в которой полиптих написан, так близка Джусто де Менабуои, что одно время он приписывался этому художнику. На произведении отсутствует дата (его датируют «второй половиной XIV века», или чуть точнее — 1375—1397 гг.). В каталоге Якобелло Альбереньо всего несколько работ, все не имеют даты создания, поэтому хронологию его живописи пока невозможно выстроить даже гипотетически. Творчество этого художника ждёт своего более тщательного изучения.
На центральной панели полиптиха (95×61см) художник изобразил сцену видения Иоанна. Иоанн Богослов стоит на коленях на клочке грунта, символизирующего остров Патмос, перед ним раскрытая книга и чернильница с пером, он с благоговением наблюдает открывшееся трансцендентное зрелище, описанное им в главе IV. Действо разворачивается на золотом фоне, символизирующем внеземную, священную суть происходящего. Художник изобразил мандорлу, в центре которой располагается трон с восседающим на нём Богом-Отцом («…престол стоял на небе, и на престоле был Сидящий», IV;2). На коленях его возлегает Агнец, снимающий первую из семи печатей книги, взятой «из десницы Сидящего на престоле» (V;7). Мандорлу окружают четыре символа евангелистов — орёл, ангел, лев и телец. Вокруг них расположились двадцать четыре старца в золотых венцах. Художник изобразил кульминационный момент снятия первой печати со священной книги, который у Иоанна описан так: «И когда он взял книгу… двадцать четыре старца пали пред Агнцем, имея каждый гусли и золотые чаши, полные фимиама, которые суть молитвы святых» (гл. V;8). «Золотые чаши, полные фимиама», художник написал, а гусли — нет.
По сторонам от центра полиптиха находятся четыре картины с разными сюжетами из книги «Откровение». Слева направо: «Вавилонская блудница»(45×32см), «Страшный суд»(45×33см), «Время жатвы»(44×33см), и «Всадники Апокалипсиса» (45×32см).
Встреча с Вавилонской блудницей описана Иоанном в главе XVII («…и я увидел жену, сидящую на звере багряном, преисполненном именами богохульными, с семью головами и десятью рогами. И жена облечена была в порфиру и багряницу, украшена золотом, драгоценными камнями и жемчугом, и держала золотую чашу в руке своей, наполненную мерзостями и нечистотою блудодейства её; Я видел, что жена упоена была кровию святых и кровию свидетелей Иисусовых, и видя её, дивился удивлением великим.») Художник достаточно скрупулёзно следует описанию Иоанна почти во всём, включая упоение кровию и золотую чашу, наполненную мерзостями блуда.
Столь же строго Альбереньо следует тексту Иоанна и в изображении Страшного суда, не добавляя ничего лишнего. «И увидел я великий белый престол и Сидящего на нём…(XX;11) И увидел я мёртвых, малых и великих, стоящих пред Богом, и книги раскрыты были, и иная книга раскрыта, которая есть книга жизни; и судимы были мёртвые по написанному в книгах, сообразно с делами своими» (XX;12).
Третью картину полиптиха именуют «Время жатвы». На ней изображено мистическое событие, предшествующее Страшному суду — явление ангела с острым серпом. «И иной Ангел, имеющий власть над огнём, вышел от жертвенника и с великим криком воскликнул к имеющему острый серп, говоря: пусти острый серп твой и обрежь грозды винограда на земле, потому что созрели на нём ягоды».(XIV; 18). Художник довольно схематично обозначил антураж сцены — алтарь-жертвенник и виноград, сок которого символизирует кровь.
На последней, четвёртой картине изображены всадники Апокалипсиса, но не те четыре всадника, которые описываются в главе VI «Откровения» Иоанна, а те, о которых идёт речь в главе XIX: «И увидел я отверстое небо, и вот конь белый, и сидящий на нём называется Верный и Истинный, Который праведно судит и воинствует» (XIX; 11), «И воинства небесные следовали за Ним на конях белых, облечённые в виссон белый и чистый» (XIX; 14). Любопытно, что соответствующие сюжету номера глав «Откровения» написаны внизу на каждой из четырёх картин.
B 1994 году известный эксперт по итальянской живописи Миклош Босковиц определил хранящееся в Гос. Эрмитаже произведение "Небесный Иерусалим", как работу Якобелло Альбереньо. Своим размером, формой и стилем живописи произведение вписывается в хранящийся в Венеции полиптих "Апокалипсис", т.е., по всей вероятности, ранее в нём было не четыре боковых панели, а шесть. Художник изобразил Небесный Иерусалим в соответствии с описанием в Апокалипсисе — в виде прямоугольника с двенадцатью вратами, в каждом из которых стоит ангел с молитвенно сложенными руками, дабы не вошло ничто не чистое. В городе нет храма, "ибо Господь Бог Вседержитель — храм его, и Агнец". Выше в мандорле изображён Вседержитель с книгой и агнцем на коленях в сиянии и окружении ангелов.

## Другие произведения

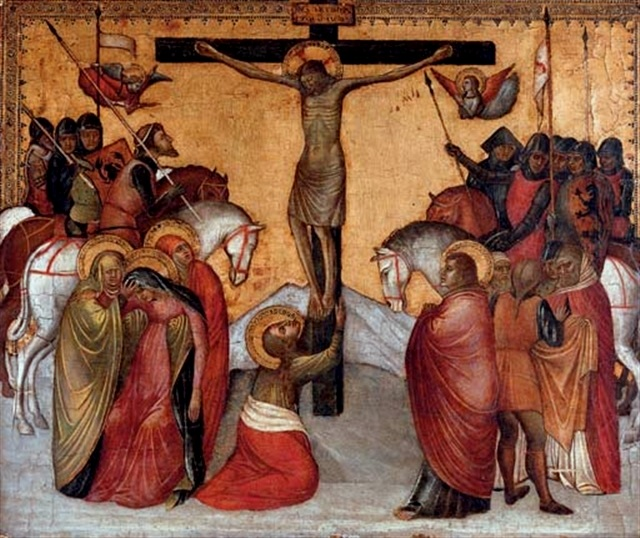
«Распятие». Аукцион Кристис, 2007

Кроме двух бесспорных произведений, художнику приписывается небольшое «Распятие» (39,3×47,3 см), проданное в 2007 году на аукционе Кристис за $992 000. Эта картина когда-то была центральной частью пределлы неизвестного алтаря и ранее приписывалась кисти Альтикьеро, а затем к кругу произведений Туроне, веронского живописца, работавшего в манере, близкой последователям Джотто. Атрибуция принадлежит известному учёному М. Босковицу, который первым обнаружил черты, сближающие это произведение как с венецианской традицией Мастера Паоло, так и двумя известными работами Якобелло Альбереньо.
Творчество Альбереньо, достаточно редкое для венецианской живописи треченто, показывает, что наряду с мощным потоком художественной продукции, обусловленной формулой Паоло Венециано, и готической струёй, представленной Лоренцо Венециано, во второй половине XIV века в Венеции существовало и течение, близкое по духу Джотто и его последователям.